# 피에트로 2세 디 사보이아 백작
피에트로 2세 디 사보이아(이탈리아어: Pietro II di Savoia, 1203년 - 1268년 5월 15일)는 작은 샤를마뉴 (il Piccolo Carlomagno)라고도 불린 1240년 4월부터 사망할때까지의 리치먼드와 요크셔의 백작이자 (실질적인 작위는 아니었다) 동시에 1263년부터 사망할때까지 사보이아 백작이다. 그는 런던에 사보이궁을 지었다.
그는 톰마소 1세 디 사보이아와 제네바의 마르게리타의 9명의 아들 중 일곱 번째 아들이며, 잉글랜드의 국왕 헨리 3세의 왕비 프로방스의 엘레오노르의 숙부이다. 그는 프랑스의 알봉 백작령 쉬즈에서 태어났다.

## 생애

### 초기 알프스에서의 생애
귀족 가문의 어린 아들이었기에 피에트로의 아버지는 교회에서 그의 생애를 가지게 하였고, 로잔의 성당 참사회 회원으로 임명시켰고, 1231년 영구 주교가 될때까지 로잔에서 주교 역할을 하였다. 이때 피에트로는 이모 교회에서의 삶을 견뎌워하기 어려워했다. 아버지가 죽고나서, 피에트로는 그의 형 아메데오로부터 사보이아 백작령의 높은 자리를 요구했다. 1234년 시용에 모든 형제들이 가문의 당주로서 아메데오를 인정할것인지를 논의하기 위해 모였다. 여기서 피에트로는 제네바 지역에서 그의 영향력을 넓히는데 도움을 준 시용성의 소유권을 얻었다. 그의 형제 굴리엘모는 피에트로와 아녜스 드 포치니의 혼인 협상을 해주었고, 그녀는 그의 영토를 늘리는데 도움을 주었고, 그래서 그는 형들과의 약간의 불화를 야기했다.

사보이아 백작 문장

그의 영토를 늘리려는 그의 바람은 그의 숙부 제네바의 굴리엘모 2세와의 분쟁으로 이어졌다. 1236년 경 피에트로는 제네바의 로돌포를 기습하여 사로잡았다. 분쟁의 결과가 1237년에 해결 됐을때, 아메데오는 제네바에 20,000 마르크와 아를로 (Arlod) 성을 지불할 것을 요구하는 조약을 굴리엘모가 서명하도록 강요했다. 1240년 피에트로의 형제 필리포가 제네바가 후원한 후보자인 장 드 코소네 (Jean de Cossonay)에 맞서 로잔 주교 선출식에 참여했을때, 피에트로는 병력 6,000명을 동원했으나, 전투가 완전하게 해결해주지는 않았다.
그는 더 많은 사보이아 주변 영토를 얻기 위해 돈과 무력을 사용하는걸 계속했다. 1244년 5월 그뤼예르 백작 로돌프 3세는 피에트로에게 그뤼예르 성을 내주었고, 피에트로는 이 성을 로돌프의 차남 기욤과 그의 후계자들이 피에트로와 그의 가문에게 충성을 하겠다는 동의하에서 그에게 주었다. 1244년 5월 29일, 코소네는 피에트로와 아메데오에게 주요 영토를 내주었고, 이 지역들을 사보이아의 영지 하에 두었다. 그는 보 지역 전역의 무역로와 중요 마을들의 지배권을 얻으려고 하였고 이전 통치자들의 아들들에게 영토를 넘기도록 자주 강요했다. 그는 시용 성에 대한 대대적인 보수의 필요성을 느꼈고, 1253년 그는 베른의 보호자가 되었다.. 한 학자는 프랑스어가 스위스 서부 지역의 언어가 된 것이 부분적으로 피테으로의 그 지역내 대대적인 정복에 인한 것이라고도 제시하였다.

### 잉글랜드에서의 생애
1236년 1월에 피에트로의 조카 프로방스의 엘레오노르가 헨리 3세와 혼인했다. 1240년 4월 20일에 피에트로는 그 해 말 그를 잉글랜드로 초청한 헨리 3세로부터 리치먼드 영지를 수여받았고, 그가 비록 백작 자리에 임명되거나 백작이라는 이름으로 공식 기록에 올라가지는 않았지만 리치먼드 백작으로서 공개적으로 알려지게 된 1241년 1월 5일에는 기사에 임명되기도 했다. 1246년 2월 그는 스트랜드와 템즈강 사이에 있는 땅을 수여받았고, 피에트로는 1263년 그곳에 사보이 궁전을 지었으며, 그 위치는 현재 사보이 호텔의 자리다. 사보이 궁전은 1381년 와트 타일러의 난으로 파괴되었다. 그의 유언으로 리치먼드 영지는 그의 조카 엘레오노르에게 남겨졌고, 이에 따라 영국의 왕실 영지로 넘어갔다.
1241년 헨리는 푸아투 침입에 대한 지원을 모으기 위해 피에트로를 보냈다. 그는 부르고뉴 공작 위그 4세, 나바라의 국왕 테오발도 1세, 피에트로의 형제 사보이아 백작 아메데오 4세, 그의 처남 프로방스 백작 라이몽 베랑제 4세를 찾아갔다. 1242년 2월 피에트로는 푸아투에 헨리에게 어떤 지원이 있었는지 확인하기 위해 파견되었다. 그는 그곳 근처에서 붙잡혔지만, 탈출하였다. 그후 그는 그의 조카 프로방스의 상시를 헨리의 형제 리처드에게 혼인시키기 위한 협상을 위해 프로방스로 갔다.
1246년에 피에트로는 아메데오의 혼인 문제를 해결하기 위해 사보이아로 돌아갔다. 1247년 2월, 그는 베아트리체를 통해 아메데오의 손녀인 알리체를 데리고 잉글랜드로 돌아갔다. 그녀는 그 해 5월 폰테프랙트 남작 에드먼드 드 레이시와 혼인했다.
위텀 강에 위치한 보스턴 (1279년에 버러가 됨)은 링컨 지역의 중요 항구가 된지 많은 시간이 지났다. 이 도시는 1200년까지 브르타뉴 공작들이 보유했었다. 1241년, 피에트로는 그가 리치먼드 영지를 가졌을 시기와 비슷한 때 보스턴의 장원을 얻었다. 피에트로가 사망한 후, 장 1세 드 브르타뉴에게 돌아갔다. 도닝턴 장원도 토요일마다 장원에서 개최될 시장에 헌장이 주어졌던 1255년 쯤에 존 드 라 라이 (John de la Rye)에게서 피에트로에게 주어졌을 것이라 생각된다. 같은 해 상당한 재산을 지닌 유사한 헌장이 8월 15일에 수여되기도 했다. 1255년 4월 8일에 월요일 시장을 소유하도록 왕이 별도의 헌장을 피에트로에게 주기도 했다.
1246년, 왕은 페븐시 성을 피에트로에게 주었다. 피에트로는 제2차 남작 전쟁에서 레스터 백작 시몽 드 몽포르 편을 섰으나, 그는 결국 왕비와 함께 잉글랜드를 떠나 프랑스로 갔다.

### 사보이아 백작
피에트로의 조카 사보이아 백작 보니파초가 1263년 후계자를 두지 못하고 사망하면서, 사보이아에 대한 계승 문제가 혼란에 빠졌다. 피에트로외에는 또다른 계승 가능성이 있던 피에트로의 형 플랑드르 백작 토마의 15세 장남 톰마소 3세 디 사보이아 (1248년–82년)가 있었다. 피에트로는 사보이아로 돌아와 그의 조카에게서 백작 자리를 인정받았다. 이로 인해 피에트로와 톰마소보다 오래 동안 지속된 사보이아와 피에몬테의 분쟁이 일어났다.
피에트로는 사보이아를 개선하는데 유럽을 돌아다녔던 많은 아이디어를 떠올렸다. 그는 당시 사보이아에 많았던 정사각형의 성보다 둥근 형태의 성들을 짓기 시작했다. 그는 베일리프들에게 백작령을 나누어졌고, 성주들에게도 나누어주었다. 그는 또한 재정 문제를 완전히 다루기 위해 샹베리에 회계소를 설치했다. 그는 백작령내 전체에 발생하는 문제와 법 문제를 다룬 첫 사보이아 백작이었다.
피에트로는 합스부르크 가의 루돌프와 분쟁에 휩싸였고, 루돌프는 시용 성을 포함한 보 지역의 피에트로 영지를 점령했다. 피에트로는 1266년 성과 그의 영지를 되찾고 그의 군대를 이끌고 피에몬테로 돌아왔다.
충분히 노년이었던 피에트로는 남자 후계자를 두지 못하고 사망했다. 그가 죽은 장소에 대한 자료는 서로 다르지만, 일부에서는 그와 깊은 관련이 있는 시용 성에서 사망했다고 하며, 다른 곳에서는 현재 이제르 주의 피에르샤텔에서 사망했다고도 한다. 그는 옛 리옹 대주교인 그의 남아있는 형제 필리포에게 자리를 물려주었다.

## 가족
피에트로는 1236년 아녜스 드 포치니와 혼인했다. 아녜스는 딸 베아트리스 드 포치니,를 낳았고, 그녀는 어머니로부터 포치니를 상속받아, 사보이아의 영토 가운데에 있던 이 지역을 사보이아와 자주 대립했던 도팽에게 주었다.

## 참고 자료
- 《Calendar of Close Rolls, Henry III, 1242-47》. London: British Library. 1916.
- Cox, Eugene L. (1974). 《The Eagles of Savoy》. Princeton: Princeton University Press. ISBN 0691052166.
- Cox, Eugene L. (1967). 《The Green Count of Savoy》. Princeton, New Jersey: Princeton University Press. LCCN 67-11030.
- Pollock, M. A. (2015). 《Scotland, England and France After the Loss of Normandy, 1204-1296》. The Boydell Press.
- Wurstemberger, L. (1858). 《Peter der Zweite》. Bern.